# 島原の乱
島原の乱（しまばらのらん）は、1637年（寛永14年）から1638年（寛永15年）まで、島原・天草地域で引き起こされた、百姓やキリスト教徒を主体とする江戸幕府への大規模な武力闘争事件である。島原・天草一揆（しまばら・あまくさいっき）、島原・天草の乱（しまばら・あまくさのらん）、とも呼ばれる。
島原藩主の松倉勝家が領民の生活が成り立たないほどの過酷な年貢の取り立てを行い、年貢を納められない農民、改宗を拒んだキリシタンに対し熾烈な拷問・処刑を行ったことに対する反発から発生した、大規模な農民反乱である。

## 勃発まで

### 島原の乱
島原の乱は、松倉勝家が領する島原藩のある肥前島原半島と、寺沢堅高が領する唐津藩の飛地・肥後天草諸島の領民が、百姓の酷使や過重な年貢負担と、払えない場合に生きて火を付けられる等の苛烈な処罰に窮し、これに藩によるキリシタン（カトリック信徒）の迫害、更に飢饉の被害まで加わり、両藩に対して起こした反乱である。なお、ここでの「百姓」とは百姓身分のことであり、貧窮零細農民だけではなく隷属民を擁した農業、漁業、手工業、商業など諸産業の大規模経営者をも包括して指している。
島原はキリシタン大名である有馬晴信の所領で領民のキリスト教信仰も盛んであったが、慶長19年（1614年）に有馬氏が転封となり、代わって大和五条から松倉重政が入封した。重政は江戸城改築の公儀普請役を受けたり、独自にルソン島遠征を計画し先遣隊を派遣したり、島原城を新築したりしたが、そのために領民から年貢を過重に取り立てた。また厳しいキリシタン弾圧も開始、年貢を納められない農民や改宗を拒んだキリシタンに対し拷問・処刑を行ったことがオランダ商館長ニコラス・クーケバッケルやポルトガル船長の記録に残っている。次代の松倉勝家も重政の政治姿勢を継承し過酷な取り立てを行った。

### 天草
天草は元はキリシタン大名・小西行長の領地で、関ヶ原の戦いの後に寺沢広高が入部、次代の堅高の時代まで島原同様の圧政とキリシタン弾圧が行われた。
『細川家記』『天草島鏡』など同時代の記録は、反乱の原因を年貢の取りすぎにあるとしているが、島原藩主であった松倉勝家は自らの失政を認めず、反乱勢がキリスト教を結束の核としていたことをもって、この反乱をキリシタンの暴動と主張した。そして江戸幕府も島原の乱をキリシタン弾圧の口実に利用したため「島原の乱＝キリシタンの反乱（宗教戦争）」という見方が定着した。しかし実際には、この反乱には有馬・小西両家に仕えた浪人や、元来の土着領主である天草氏・志岐氏の与党なども加わっており、一般的に語られる「キリシタンの宗教戦争と殉教物語」というイメージが反乱の一面に過ぎぬどころか、百姓一揆のイメージとして語られる「鍬と竹槍、筵旗」でさえ正確ではないことが分かる。
上述のように宗教弾圧以外の側面もあることからかは不明であるが、現在に至るまで反乱軍に参戦したキリシタンは殉教者と認定されないままである。

### 1630年と1637年のフィリピン侵略計画
1630年、松倉重政はルソン島侵略を幕府に申し出ていた。将軍徳川家光はマニラへの日本軍の派遣を確約することは控えたが、重政にその可能性を調査し、軍備を整えることを許した。1630年12月14日、重政は長崎奉行・竹中重義の協力を得て、吉岡九郎右衛門と木村権之丞という二人の家来をマニラに送り、スペインの守備を探らせた。彼らは商人に変装し、貿易の発展についての話し合いを口実としてルソン島に渡航した。それぞれ10人の足軽を従えていたが、嵐の中の帰路、木村の部下は10名とも死亡した。マニラへの先遣隊は1631年7月、日本に帰国したが1632年7月までスペイン側は厳戒態勢をしいていた。重政は軍備として3,000の弓と火縄銃を集めたという。この作戦は侵略指揮官である松倉重政の突然の死によって頓挫したが、日本によるフィリピン侵略は1637年には息子の松倉勝家の代においても検討がなされた。
オランダ人は1637年のフィリピン侵略計画の発案者は徳川家光だと確信していたが、実際は将軍ではなく、上司の機嫌をとろうとしていた榊原職直と馬場利重だったようである。遠征軍は松倉勝家などの大名が将軍の代理として供給しなければならなかったが、人数については、松倉重政が計画していた2倍の1万人規模の遠征軍が想定されていた。フィリピン征服の司令官は松倉勝家が有力であったが、同年におきた島原の乱によって遠征計画は致命的な打撃を受けた。

## 乱の勃発

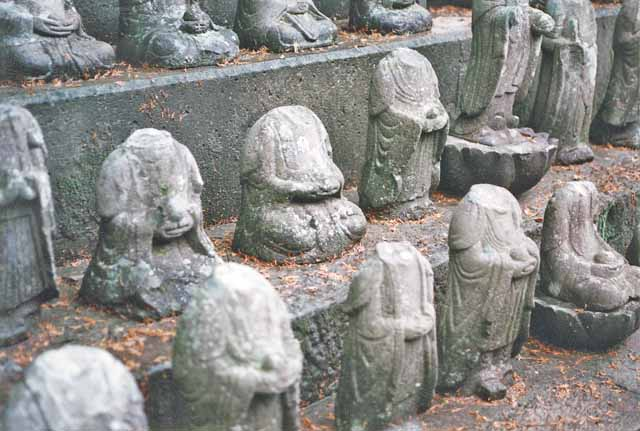
首を落とされた地蔵。蜂起した信者が切り落としたと伝わる。

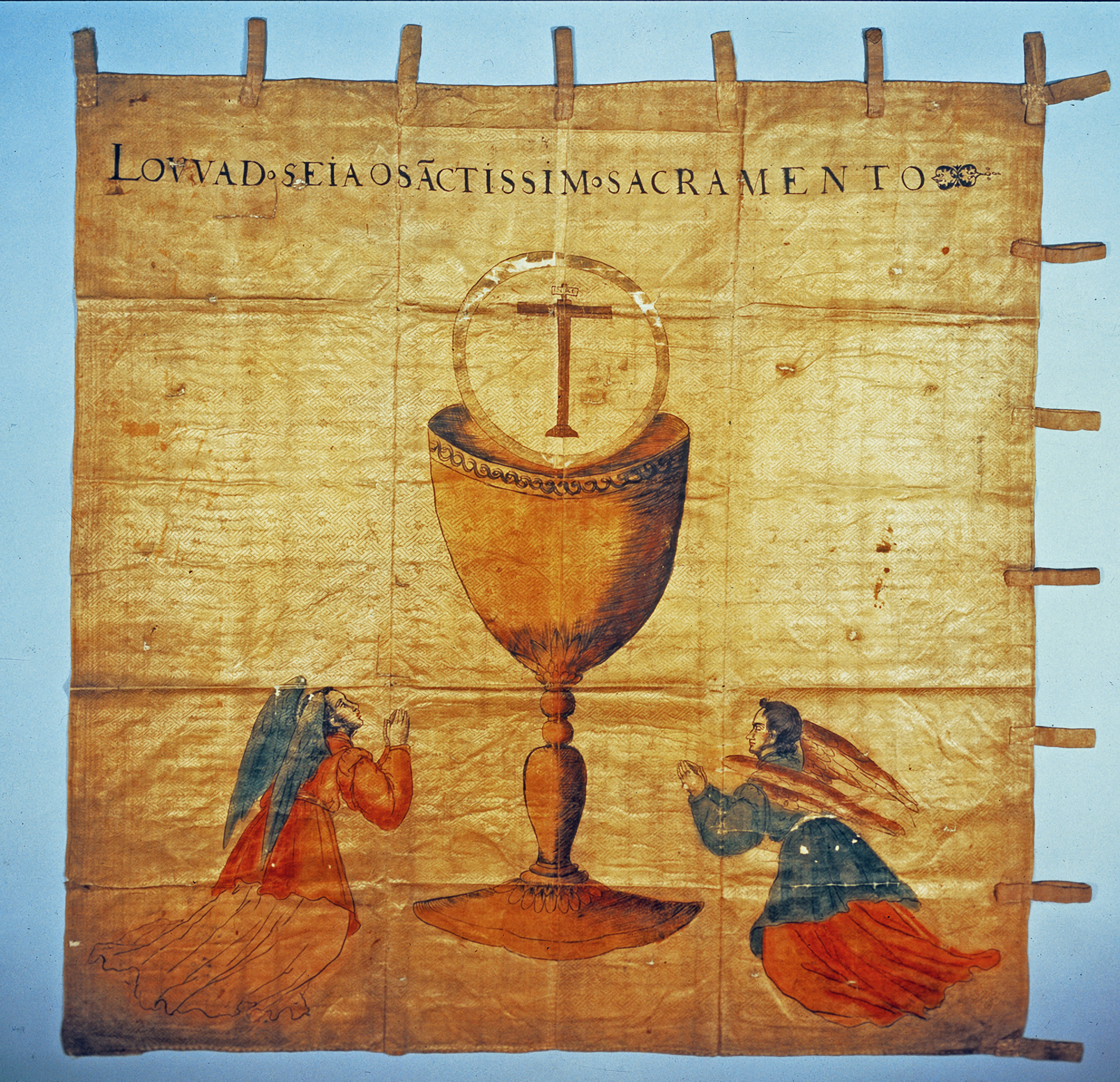
天草四郎が使ったとされる旗印（天草切支丹館所蔵）

### 島原の一揆
過酷な取立てに耐えかねた島原の領民は、武士身分から百姓身分に転じて地域の指導的な立場に立っていた旧有馬氏の家臣の下に組織化（この組織化自体を一揆と呼ぶ）、密かに反乱計画を立てていた。肥後天草でも小西行長・加藤忠広の改易により大量に発生していた浪人を中心にして一揆が組織されていた。島原の乱の首謀者たちは湯島（談合島）において会談を行い、キリシタンの間でカリスマ的な人気を得ていた当時16歳の少年天草四郎（本名：益田四郎時貞、天草は旧来天草の領主だった豪族の名）を一揆軍の総大将とし決起することを決めた。寛永14年10月25日（1637年12月11日）、有馬村のキリシタンが中心となって代官所に強談に赴き代官・林兵左衛門を殺害、ここに島原の乱が勃発する。
この一揆は、島原半島の雲仙地溝帯以南の南目（みなみめ）と呼ばれる地域の組織化には成功し、組織化された集落の領民たちは反乱に賛成する者も反対する者も強制的に反乱軍に組み込まれたが、これより北の北目（きため）と呼ばれる地域の組織化には成功しなかった。反乱に反対する北目の領民の指導者は、雲仙地溝帯の断層群、特にその北端の千々石断層の断崖を天然の要害として、一揆への参加を強要しようとして迫る反乱軍の追い落としに成功したので、乱に巻き込まれずに済んだ（南目の集落の中には参加しなかった集落もあり、また北目の集落から一揆に参加したところもある）。

### 島原藩の対応
島原藩は直ちに討伐軍を繰り出し、深江村で一揆軍と戦ったが、兵の疲労を考慮して島原城へ戻った。一揆軍の勢いが盛んなのを見て島原藩勢が島原城に篭城して防備を固めると、一揆軍は島原城下に押し寄せ、城下町を焼き払い略奪を行うなどして引き上げた。島原藩側では一揆に加わっていない領民に武器を与えて一揆鎮圧を行おうとしたが、その武器を手にして一揆軍に加わる者も多かったという。一揆の勢いは更に増し、島原半島西北部にも拡大していった。一時は日見峠を越え長崎へ突入しようという意見もあったが、後述する討伐軍が迫っていることにより断念する。

### 天草の一揆、島原と合流、原城篭城
これに呼応して、数日後に肥後天草でも一揆が蜂起。天草四郎を戴いた一揆軍は本渡城などの天草支配の拠点を攻撃、11月14日に本渡の戦いで富岡城代の三宅重利（藤兵衛、明智秀満の子）を討ち取った。勢いを増した一揆軍は唐津藩兵が篭る富岡城を攻撃、北丸を陥落させ落城寸前まで追い詰めたが本丸の防御が固く落城させることは出来なかった。攻城中に九州諸藩の討伐軍が近づいている事を知った一揆軍は、後詰の攻撃を受けることの不利を悟り撤退。有明海を渡って島原半島に移動し、援軍が期待できない以上下策ではあるが島原領民の旧主有馬家の居城であった廃城・原城址に篭城した。ここに島原と天草の一揆勢は合流、その正確な数は不明ながら、37,000人程であったといわれる。一揆軍は原城趾を修復し、藩の蔵から奪った武器弾薬や食料を運び込んで討伐軍の攻撃に備えた。
慶長9年（1604年）に主要部の竣工が行われた際に、原城はキリスト教による祝別を受けており（『1604年度日本準管区年報』）、キリストによって祝別された原城は、キリシタンの人々にとって強固な軍事施設であるとともに籠城するのに相応しい城であったといえる。

### 篭城した一揆軍の竪穴建物群
原城の本丸西側からは立て籠もった一揆軍が使用したと推測される竪穴建物跡群が検出された。一辺が約2～3mを測る方形の竪穴建物跡である。竪穴建物跡群は規格性があり、同一集落を基本とした家族単位で使用したと考えられている。さらに冬場の籠城であるにもかかわらず、竪穴建物では、個別に炉やカマドといった暖房や煮炊きにかかわる遺物や遺構の痕跡が見つかっていない。それらのことから、籠城中に失火で火災を起こさないようにした大名軍勢並みの軍規の存在を物語るといえる。

### ポルトガルの援軍期待説
一揆軍はこれを機に日本国内のキリシタンを蜂起させて内乱状態とし、さらにはポルトガルの援軍を期待したのではないかと考える研究者もいる。実際、一揆側は日本各地に使者を派遣しており、当初にはポルトガル商館がある長崎へ向けて侵行を試みていた。これに対応するため幕府は有力大名を領地に戻して治安を強化させていた。この時期にポルトガルが援軍を送ることは風の関係で実際には困難であった。乱後、天草四郎等の首は長崎・出島のポルトガル商館前にさらされた。

## 原籠城戦

### 戦闘の推移

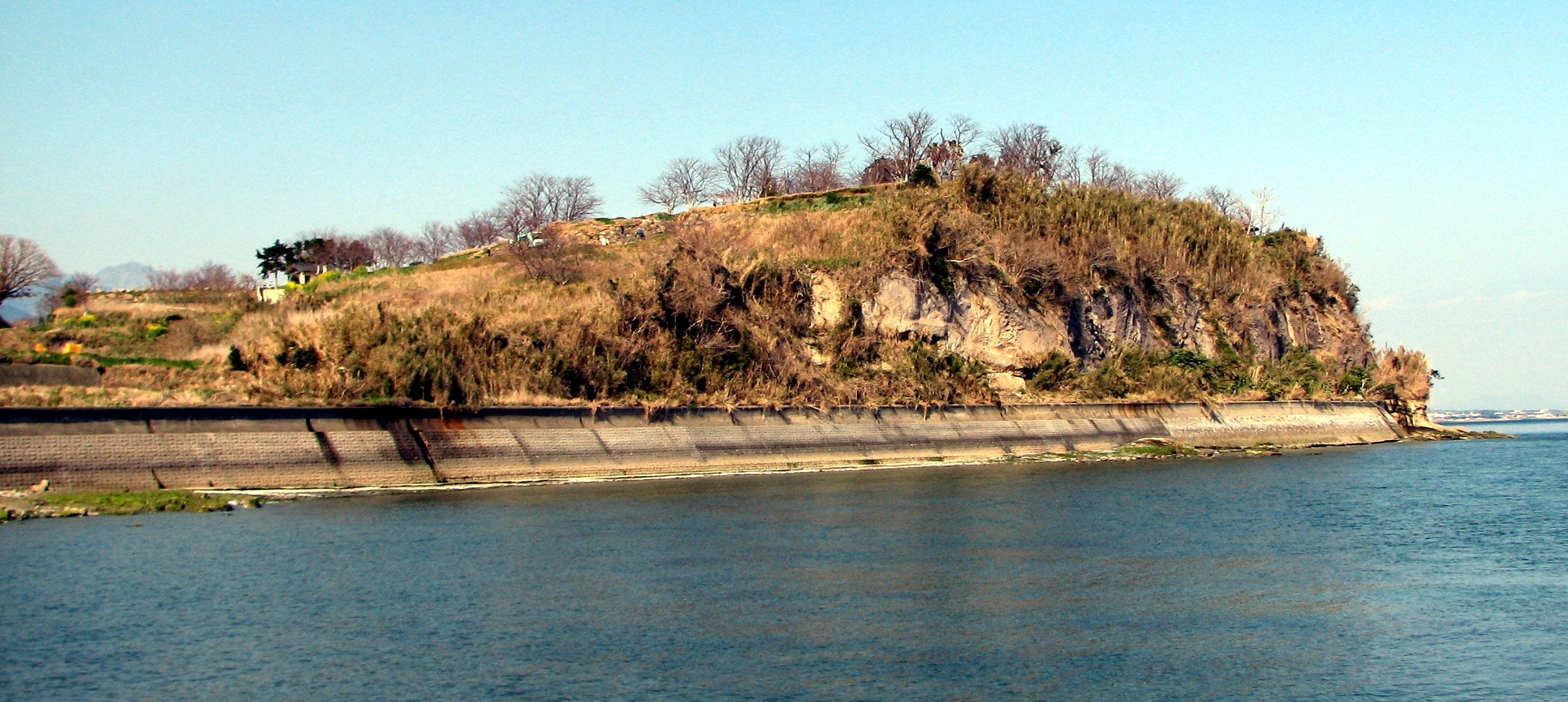
海から見た原城の遺跡

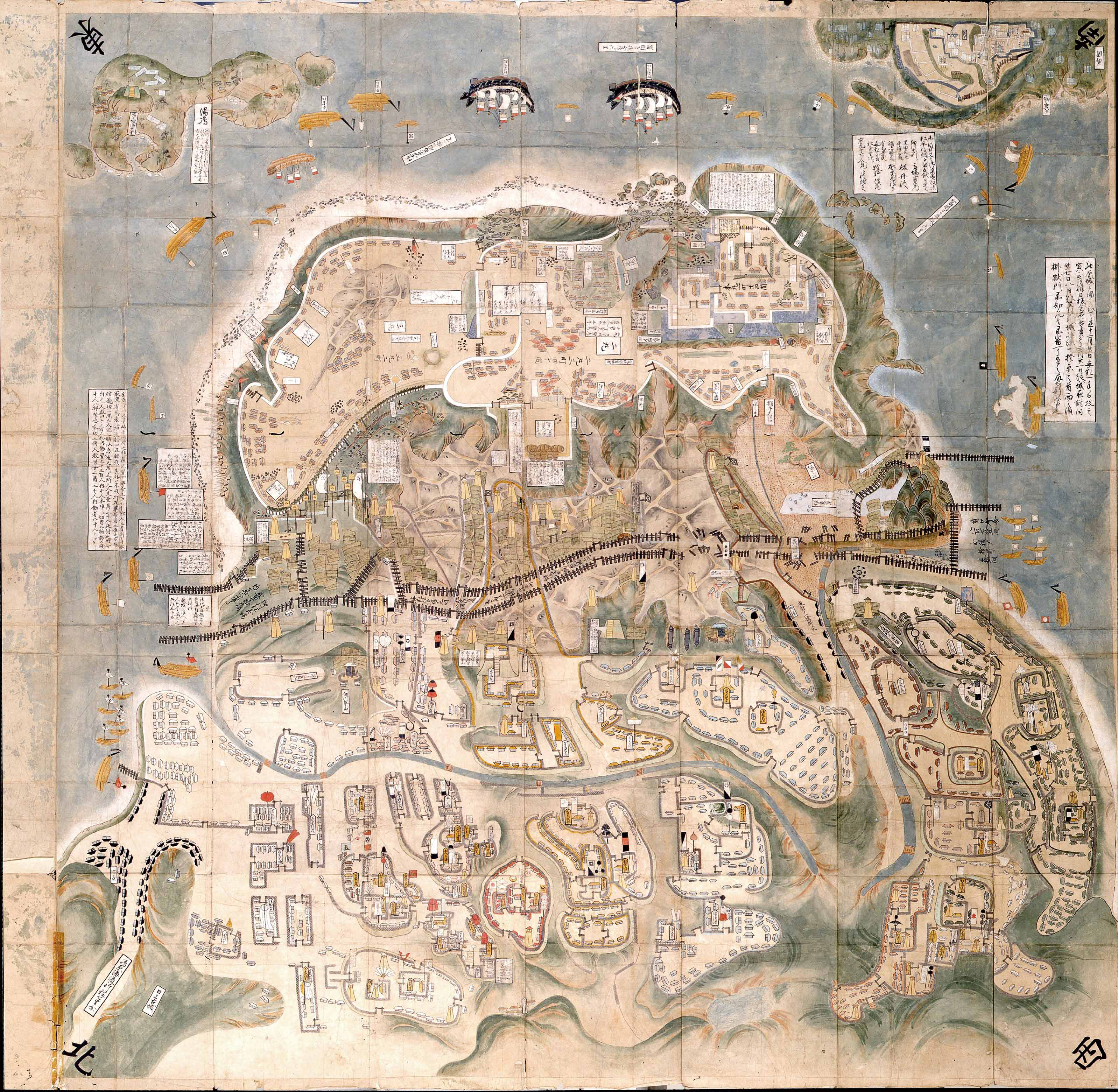
「島原御陣図」

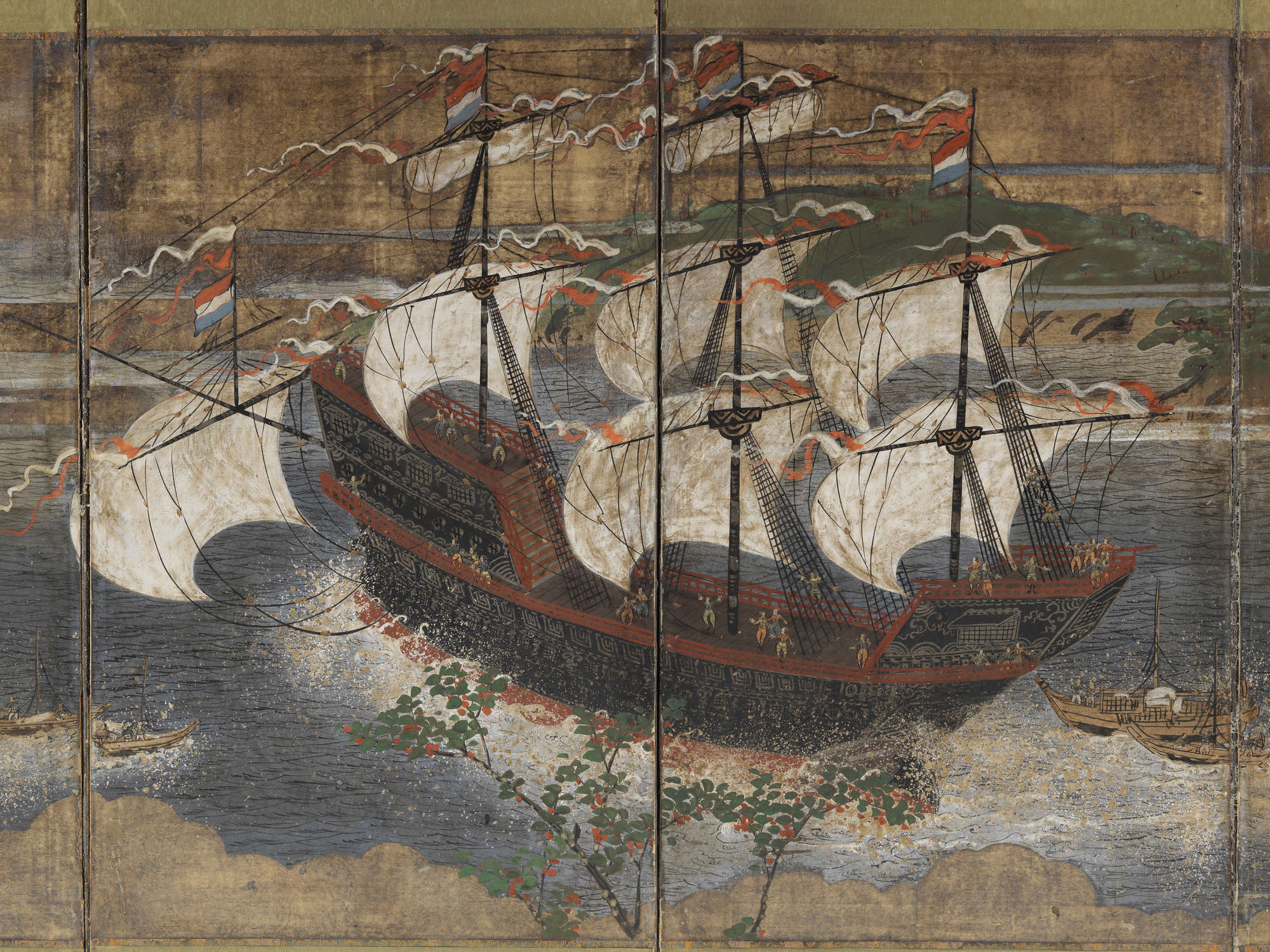
オランダの商船ライプ号。おそらく島原の乱

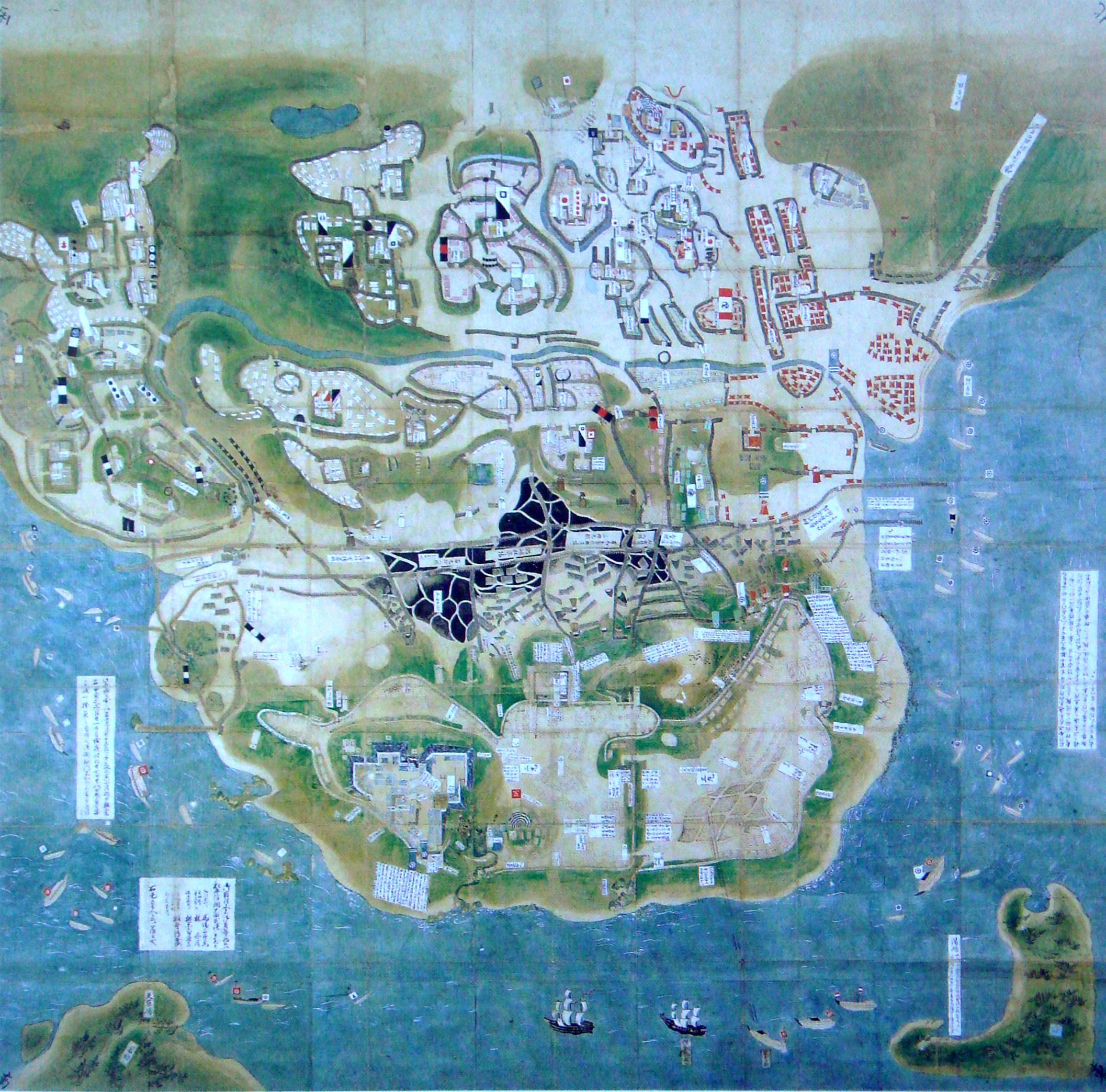
原城包囲の図

乱の発生を知った幕府は、上使として御書院番頭であった板倉重昌、副使として石谷貞清を派遣した。重昌に率いられた九州諸藩による討伐軍は原城を包囲して再三攻め寄せ、12月10日、20日に総攻撃を行うがことごとく敗走させられた。城の守りは堅く、一揆軍は団結して戦意が高かったが、討伐軍は諸藩の寄せ集めで、さらに上使であった板倉重昌は大名としては禄が小さく、大大名の多い九州の諸侯はこれに従わなかったため、軍としての統率がとれておらず、戦意も低かったため攻撃が成功しなかったと考えられる。『常山紀談』には重昌が派遣される際、柳生宗矩が”小藩主（重昌の領地である深溝藩の石高は1万5,000石である）である重昌を総大将にすれば九州大名の統制がとれず討伐は失敗する”と考えて反対したという話がある。
事態を重く見た幕府では、2人目の討伐上使として老中・松平信綱、副将格として戸田氏鉄らの派遣を決定した。功を奪われることを恐れ、焦った板倉重昌は寛永15年1月1日（1638年2月14日）に信綱到着前に乱を平定しようと再度総攻撃を行うが策もない強引な突撃であり、連携不足もあって都合4,000人ともいわれる損害を出し、総大将の重昌は鉄砲の直撃を受けて戦死し、攻撃は失敗に終わった。この報せに接した幕府は1月10日（2月24日）、増援として水野勝成と小笠原忠真に出陣を命じる。
新たに着陣した信綱率いる、九州諸侯の増援を得て12万以上の軍勢に膨れ上がった討伐軍は、陸と海から原城を完全包囲した。大目付・中根正盛は、与力(諜報員)を派遣して反乱軍の動きを詳細に調べさせ、信綱配下の望月与右衛門ら甲賀忍者の一隊が原城内に潜入して兵糧が残り少ないことを確認した。これを受けて信綱は兵糧攻めに作戦を切り替えたという。
1月6日、長崎奉行の依頼を受けたオランダ商館長クーケバッケルは、船砲五門（ゴーテリング砲）を陸揚げして幕府軍に提供し、さらにデ・ライプ号を島原に派遣し、海から城内に艦砲射撃を行った。しかし砲撃の目立った効果も見られず、また細川忠利ら諸将から外国人の助けを受けることへの批判が高まったため、信綱は砲撃を中止させた。しかし信綱は、ポルトガルからの援軍を期待している一揆軍に心理的に大きな衝撃を与えることこそが狙いで、日本の恥との批判は的外れであると反論している。実際この砲撃による破壊効果は少なかったが一揆軍の士気を削ぐ効果はあったと考えられている。
このオランダ（ネーデルラント連邦共和国）の援助について、当時オランダとポルトガルは、オランダ・ポルトガル戦争（1603〜1663）を戦っており、日本との貿易を独占して敵国ポルトガルを排除しようとするオランダの思惑もあったとされる。また、中世研究家の服部英雄は「一揆勢力がポルトガル（カトリック国）と結びつき、幕府側はオランダ（プロテスタント国）と結びついた。このあとの鎖国でのポルトガル排除はオランダとの軍事同盟の結果」と考察している。
討伐軍は密かに使者や矢文を原城内に送り、キリシタンでなく強制的に一揆に参加させられた者は助命する旨を伝えて一揆軍に投降を呼びかけたが成功しなかった（この時に1万人ほどの投降者がでたと推測する説もある）。更に、生け捕りにした天草四郎の母と姉妹に投降勧告の手紙を書かせて城中に送ったが、一揆軍はこれを拒否している。一揆軍は原城の断崖絶壁を海まで降りて海藻を兵糧の足しにした。松平信綱は、城外に討って出た一揆軍の死体の胃を見分した結果、海藻しかないのを見て食料が尽きかけている事を知ったという。
2月24日（4月8日）、信綱の陣中に諸将が集まり軍議が行われ、この席で戸田氏鉄は兵糧攻めの継続を、水野勝成は総攻撃を主張するが、乱が長期間鎮圧されないと幕府の威信に関わることもあり、信綱は総攻撃を行うことを決定した。その後、雨天が続き総攻撃は2月28日に延期されるが、鍋島勝茂の抜け駆けにより、予定の前日に総攻撃が開始され、諸大名が続々と攻撃を開始した。兵糧攻めの効果で城内の食料、弾薬は尽きかけており、討伐軍の数も圧倒的に多かったため、この総攻撃で原城は落城。天草四郎は討ち取られ、一揆軍は皆殺しにされて乱は鎮圧された。『常山紀談』によると、このとき本丸への一番乗りを水野勝成嫡子の水野勝俊と有馬直純嫡子有馬康純が争ったという。
幕府の反乱軍への処断は苛烈を極め、島原半島南目と天草諸島のカトリック信徒は、乱への参加の強制を逃れて潜伏した者や僻地にいて反乱軍に取り込まれなかったため生き残ったわずかな旧領民以外ほぼ根絶された。
わずかに残された信者たちは深く潜伏し、隠れキリシタンとなっていった。島原の乱後に幕府は禁教策を強化し、鎖国政策を推し進めていく事になる。また、これ以降一国一城令によって各地で廃城となった城郭を反乱の拠点として使えないようにするため、破壊がいっそう進むことになった。
全期間を通じての幕府軍の総勢と籠城軍の概要は以下の通りである。なお、攻勢・守勢双方にかなりの数の浪人が参加していた為、兵力は石高から考えた各大名固有の兵数を上回っている。天草三氏（天草・志岐・栖本）のうち取り潰された天草・志岐の両家の浪人が指導層となり一揆軍に参加（栖本家は細川家に仕官しており、細川家臣として幕府軍に参加）。また幕府軍にも日本全国から浪人が参加している。また、島原及び天草地方の全ての住民が一揆に参加したわけではなく、幕府軍に加わったものも少なくなかった。

「嶋原陣図御屏風（戦闘図）」朝倉市指定文化財。天保8（1837）年　斎藤秋圃 画

### 幕府軍
- 幕府派遣軍

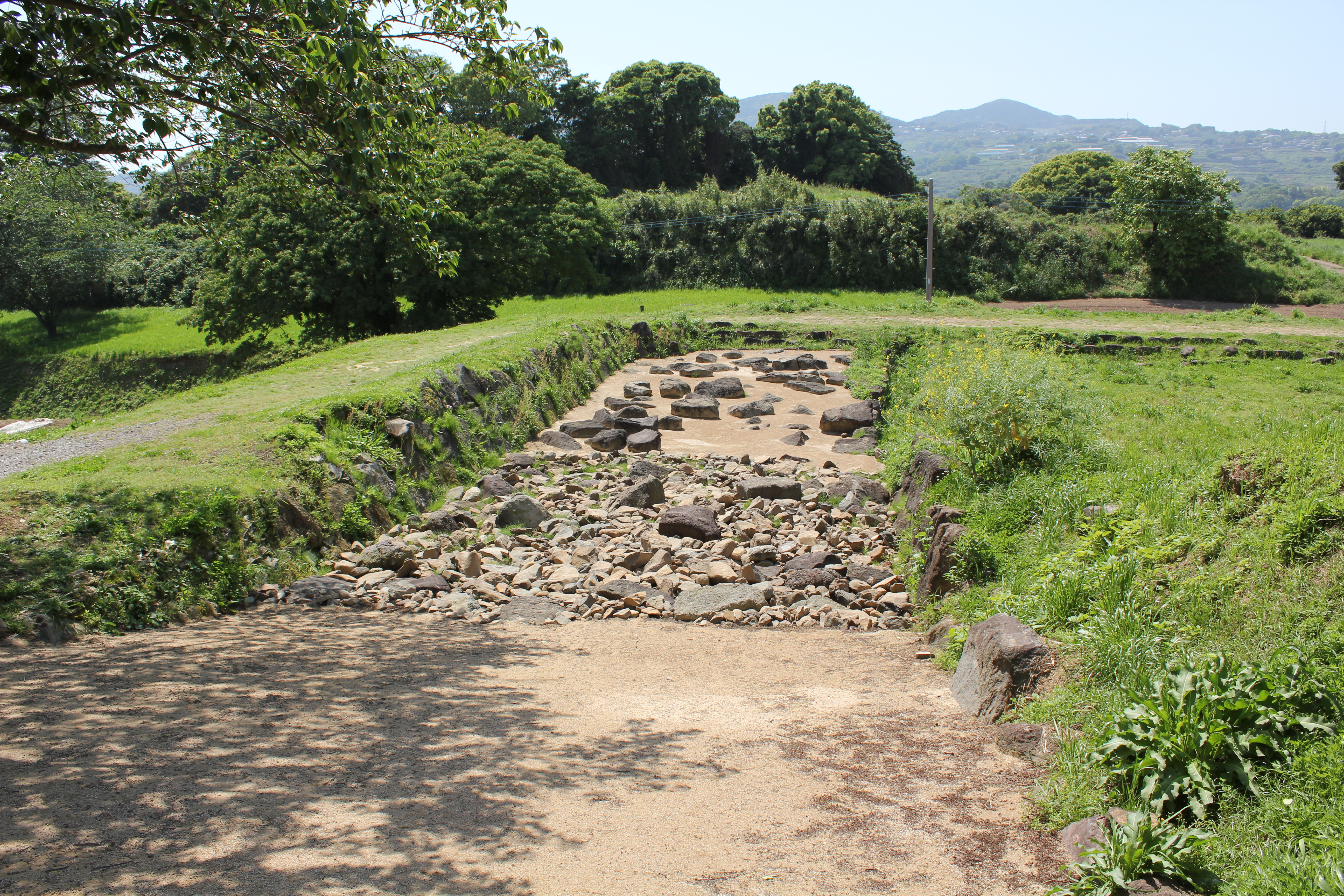
原城虎口遺構（長崎県南島原市）

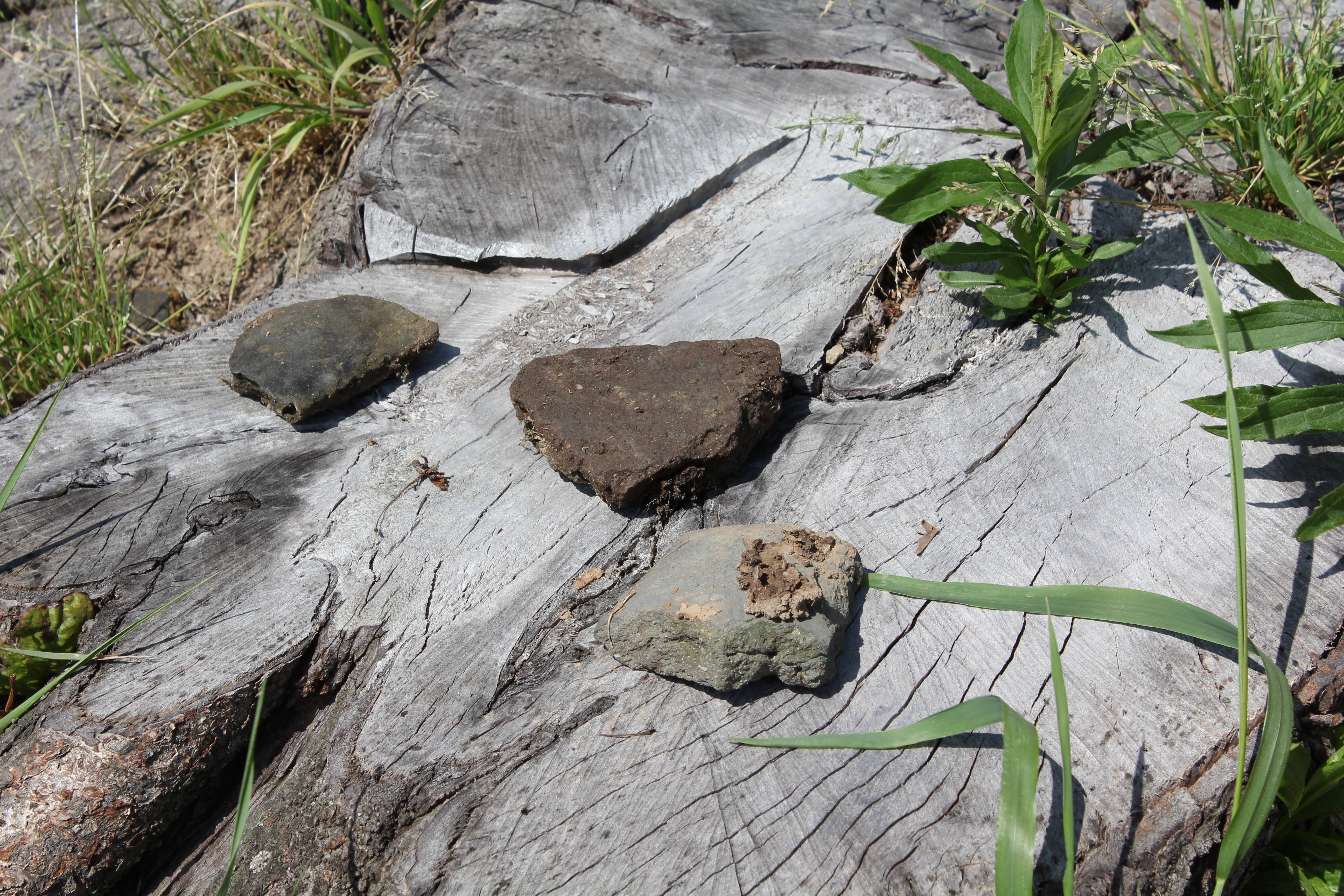
原城瓦片（長崎県南島原市）

  - 上使 - 板倉重昌、軍勢 800 （著名な従軍者：柳生清厳）
  - 上使 - 松平信綱、軍勢 1500
  - 副使（目付）- 石谷貞清
  - 副使 - 戸田氏鉄、軍勢 2500
- 諸大名
  - 備後国
    - 備後福山藩 - 総大将 水野勝成・大将 水野勝俊（勝成嫡男）・大将 水野勝貞（勝俊嫡男）、軍勢 5600

  - 筑前国
    - 福岡藩 - 総大将 黒田忠之、軍勢 1万8000（著名な従軍者：黒田一成）

  - 筑後国
    - 久留米藩 - 総大将 有馬豊氏、軍勢 8300（著名な従軍者：稲次重知）
    - 柳河藩 - 総大将 立花宗茂・大将 立花忠茂（宗茂養嗣子）、軍勢 5500（著名な従軍者：立花政俊・安東省菴）

  - 肥前国
    - 島原藩 - 総大将 松倉勝家、軍勢 2500
    - 唐津藩 - 総大将 寺沢堅高、軍勢 7570
    - 佐賀藩 - 総大将 鍋島勝茂、軍勢 3万5000

  - 肥後国
    - 熊本藩 - 総大将 細川忠利、軍勢 2万3500

  - 日向国
    - 延岡藩 - 総大将 有馬直純、軍勢 3300

  - 豊前国
    - 小倉藩 - 総大将 小笠原忠真、軍勢 6000 （著名な従軍者：宮本伊織、高田吉次）
    - 中津藩 - 総大将 小笠原長次、軍勢 2500（著名な従軍者：宮本武蔵）

  - 豊後国
    - 豊後高田藩 - 総大将 松平重直、軍勢 1500

  - 薩摩国
    - 薩摩藩 - 総大将 山田有栄（島津家家老）、軍勢 1000

  - その他 - 800 
    - 諸藩の記録には藩主の大名の出陣はないものの、使者の名目で北は仙台藩から南と西は土佐藩、長州藩など九州以外の多くの藩からも鉄砲隊や水軍など少数ではあるが、武装した兵が名代の将に率いられ派遣され、一揆勢と交戦して将兵が死傷したことも記録されている[45][46]。

幕府討伐軍側は総勢13万近くの軍を動員。死傷者数は諸説あるが、『島原記』には死者1130・負傷者6960、『有馬一件』には死者2800・負傷者7700、『オランダ商館長日記』には士卒8万のうち死者5712と記されている。

### 籠城軍
- 総大将 - 天草四郎時貞
- 原城本丸大将 - 有家監物入道休意（有馬氏旧臣）
- 評定衆 - 益田好次（小西氏旧臣）
- 評定衆 - 蘆塚忠右衛門（有馬氏旧臣）
- 評定衆 - 駒木根友房（島津氏・小西氏旧臣)
- 評定衆 - 渡辺伝兵衛（天草 元庄屋）
- 評定衆 - 赤星内膳（加藤氏家臣の子）
- 惣奉行 - 森宗意軒（小西氏旧臣）
- 原城本丸番頭 - 山田右衛門作（有馬氏旧臣・松倉氏御用達南蛮絵師）
- 浮武者頭 - 大矢野松右衛門（小西氏旧臣？） 
  - 戦闘員 - 14,000人以上（推定）
  - 非戦闘員（女・子供など） - 13,000人以上（推定）

総計 約37,000人（総攻撃を前に脱出した一揆勢を除き27,000人とするなど異説あり）。
幕府軍の攻撃とその後の処刑によって最終的に籠城した老若男女37,000人は全員が死亡し、助命されたのは一揆勢に捕縛され、城中に連行された松倉家の家臣筋の絵師山田右衛門作と口之津蔵奉行の家族だけである。
ただし、幕府軍の総攻撃の前に多くの投降者や一揆からの脱出者が出たとする説もある。城に籠城した者は全員がキリシタンの百姓だったわけではなく、キリシタンでないにもかかわらず強制的に一揆に参加させられた百姓や、或いは戦火から逃れるために一揆に参加した百姓も少なくなかった。一揆からの投降者が助命された例や、一揆に参加させられた百姓の中に、隙を見て一揆から脱走した例、正月晦日の水汲みの口実で投降した例などがあることが各種史料から確認されている。そして、幕府軍の総攻撃の前には、原城の断崖絶壁を海側に降りて脱出する一揆勢の目撃情報があったとされ、また、幕府軍の総攻撃の際にも、一揆勢の中に脱出に成功した者や、殺されずに捕縛された者も決して少なくはなかったとする見方もある。幕府軍への投降者の数は、1万人以上と推測する説があるが、記録がなく実数は不明である。

## 処分
島原藩主の松倉勝家は、領民の生活が成り立たないほどの過酷な年貢の取り立てによって一揆を招いたとして責任を問われて改易処分となり、後に斬首となった。江戸時代に大名が切腹ではなく斬首とされたのは、この1件のみである。同様に天草を領有していた寺沢堅高も責任を問われ、天草の領地を没収された。後に寺沢堅高は精神異常をきたして自害し、寺沢家は断絶となった。
また、軍紀を破って抜け駆けをした佐賀藩主鍋島勝茂も、半年にわたる閉門という処罰を受けた。当初の上使・板倉重昌の嫡子である板倉重矩は父の戦死後、父の副使であった石谷貞清と共に総突入の際に勝手に参戦し奮闘した。ただし軍令違反と父親の戦死の不手際を問われ、同年12月までの謹慎処分を受けている。
この一件で幕府はポルトガルと国交を断絶することとなるが、オランダとの貿易がポルトガルとの貿易を完全に代行できるか不明であったこともあり、国交断絶までにはなお1年半が必要であった。

## 影響
幕府はローマカトリック系のキリスト教徒が反乱拡大に関与しているとの疑心暗鬼に陥り、ポルトガル人の貿易商を国外追放した。1639年には鎖国政策を引き締めて、キリスト教の禁教令を強化した。日本のキリスト教徒は生存のために地下に潜伏した。さらに寺請制度により全住民は地元の寺院に登録され、仏教僧によって宗教的所属が保証されることが必要とされた。島原の乱後、寛永17年（1640年）、幕府は宗門改役を設置してキリスト教の迫害を強化したが、アメリカ合衆国の歴史家ジョージ・エリソンはキリスト教徒迫害の責任者をナチスのホロコーストで指導的な役割を果たしたアドルフ・アイヒマンと比較した。

## 島原の乱以後の天草
島原の乱が天草と連動した根本的な理由は、寺沢広高が天草の石高を過大に算定したことと、天草の実情を無視した統治を行った事にある。天草の石高について、広高は田畑の収穫を37,000石、桑・茶・塩・漁業などの運上を5,000石、合計42,000石と決定したが、現実はその半分程度の石高しかなかった。実際の2倍の収穫がある前提で行われた徴税は過酷を極め、農民や漁民を含む百姓身分の者たちを追い詰め、武士身分から百姓身分に転じて村落の指導者層となっていた旧小西家家臣を核として、密かに一揆の盟約が成立。さらには内戦に至った。その後の是正には、島原の乱の鎮圧から30年以上の年月が必要となる。
島原の乱後、山崎家治が天草の領主となり、富岡藩が成立したが、3年で讃岐国の丸亀藩に国替えとなった。天草は幕府直轄領（いわゆる天領）となり、鈴木重成が初代の代官となった。重成は禅の教理思想こそがキリシタン信仰に拮抗できると考え、曹洞宗の僧となっていた兄の鈴木正三を天草に招き、住民の教化に努めた。一方、大矢野島など住民がほとんど戦没して無人地帯と化した地域には、周辺の諸藩から移住者を募り、復興に尽力した。
鈴木重辰が畿内に転出した後、三河国の田原藩から移封された戸田忠昌を藩主に戴いて再び富岡藩が立藩された。忠昌は寺沢広高が構築した富岡城を破却し、残した三の丸に機能を移した陣屋造りとした。これは、領主の藩庁を石高相応に簡素化することによって、城の維持管理からくる領民の負担を軽減するためであった。さらに忠昌は、天草は温暖ではあるが離島が多く農業生産力が低いため私領には適さないとして、幕府直轄領とすることを提案した。忠昌の提案は認められ、天草は寛文11年（1671年）に再び幕府直轄領となった。その後も、天草は幕府の直接の統治下に置かれ、明治維新まで藩の設置ならびに他藩への編入が行われる事はなかった。一方で、島原藩は松倉氏の後に入った徳川氏譜代の家臣である高力・松平・戸田の3氏によって統治されることとなり、安永3年（1774年）に深溝松平家を藩主に戴いたあと、廃藩置県を迎えた。
島原半島、天草諸島では島原の乱後に人口が激減したため、幕府は各藩に天草・島原への大規模な農民移住を命じていた。1643年には5000人程度だった天草諸島の人口は1659年（万治2年）には16000人に増加した。1805年には12万人、1829年には14万人に増加していた。
天草の場合は、乱の平定後も下島の一部などにキリシタンが残存した。1805年（文化2年）に天草地方の4村に対してキリシタンの取り調べがおこなわれ、5200人に嫌疑がかけられたが村民はキリシタンであることを否定、幕府側は踏み絵と誓約だけで赦免している（天草崩れ）。